# Gornje Tlamino
Gornje Tlamino (cirill betűkkel Горње Тламино, bolgárul Горно Тлъмино) falu Szerbiában, a Pcsinyai körzetben, a Bosilegradi községben.

## Népesség
- 1948-ban 860 lakosa volt.
- 1953-ban 892 lakosa volt.
- 1961-ben 781 lakosa volt.
- 1971-ben 688 lakosa volt.
- 1981-ben 510 lakosa volt.
- 1991-ben 300 lakosa volt
- 2002-ben 184 lakosa volt,[1] akik közül 148 bolgár (80,43%), 11 szerb (5,97%).[2]